# Cumberland Bay
Die Cumberland Bay, an ihrer Einfahrt zwischen dem Larsen Point und dem Barff Point 6 Kilometer weit, ist eine Bucht in Südgeorgien. Sie teilt sich in zwei große Arme (Cumberland West Bay und Cumberland East Bay), die 14 Kilometer weit in die Nordküste der Insel reichen. Von der Cumberland East Bay geht der Seitenarm King Edward Cove ab. Entdeckt und benannt wurde die Bucht 1775 durch eine britische Expedition unter James Cook. Namensgeber ist Henry, Duke of Cumberland (1745–1790), jüngerer Bruder des englischen Königs Georg III.
An der Cumberland  East Bay, dem östlichen Arm, liegt die ehemalige Walfangstation Grytviken, das auch heute noch Verwaltungszentrum der Insel ist, sowie die Forschungsstation des British Antarctic Survey am King Edward Point.
Während des Zweiten Weltkriegs wurden sämtliche Walfangstationen bis auf Grytviken und Leith Harbor geschlossen. Die meisten der britischen und norwegischen Fabriken und Walfangschiffe wurden von den Deutschen zerstört, während die restlichen unter alliiertem Kommando einberufen wurden. Die britischen Magistraten W. Barlas und A. I. Fleuret übernahmen die Verteidigung der Insel während des Kriegs. Die Royal Navy bewaffnete das Handelsschiff Queen of Bermuda, um in den Gewässern um Südgeorgien zu patrouillieren. Außerdem wurden zwei 102-mm-Kanonen an Schlüsselstellen aufgestellt, um den Zugang zur Cumberland Bay und zur Stromness Bay, d. h. nach Grytviken und Leith Harbour, zu schützen. Diese immer noch vorhandenen Batterien wurden mit Freiwilligen unter den norwegischen Walfängern besetzt, die für diesen Zweck ausgebildet worden waren.

## Andere Orte mit dem Namen Cumberland Bay
- Die heute Guantánamo genannte Bucht mit der gleichnamigen Marinestation in Kuba trug im 18. Jahrhundert, während sie von den Briten besetzt war, ebenfalls den Namen „Cumberland Bay“.
- Auch im Norden der Robinson-Crusoe-Insel gibt es eine nach Cumberland benannte Bucht (span. Bahía Cumberland). Am 14. März 1915 hat sich dort der deutsche Kreuzer Dresden selbst versenkt.